# Cohasset
Cohasset é uma cidade localizada no estado americano de Minnesota, no Condado de Itasca.

## Demografia
Segundo o censo americano de 2000, a sua população era de 2481 habitantes.
Em 2006, foi estimada uma população de 2533, um aumento de 52 (2.1%).

## Geografia
De acordo com o United States Census Bureau tem uma área de
91,3 km², dos quais 68,6 km² cobertos por terra e 22,7 km² cobertos por água.

## Localidades na vizinhança
O diagrama seguinte representa as localidades num raio de 16 km ao redor de Cohasset.